# 大阪市立田辺中学校
大阪市立田辺中学校（おおさかしりつたなべちゅうがっこう）は、大阪府大阪市東住吉区に1947年に創立された公立中学校である。
2005年5月1日時点での生徒数は544名であった。
人権学習や国際理解、平和学習などに力を入れている。

## 沿革
- 1947年 - 大阪市立東住吉第三中学校発足
- 1949年 - 大阪市立田辺中学校と改称

## 通学区域
- 大阪市立田辺小学校と大阪市立南田辺小学校の通学区域

## 交通
- JR西日本阪和線 鶴ケ丘駅より 東へ約800m
- 近鉄南大阪線 針中野駅より 西へ約1km
- 地下鉄御堂筋線 長居駅より 北東へ約1km

## 出身者
- 宇佐美圭司 - 画家
- 影山ヒロノブ - シンガーソングライター
- 堺すすむ - ギター漫談家、歌手、芸能事務所社長
- 高崎晃 - ミュージシャン、ギタリスト
- 山下昌良 - ミュージシャン、ベーシスト